# فؤاد عبد المجيد أبو الخير
فؤاد عبد المجيد أبو الخير (ولد في 18 تشرين الثاني / نوفمبر 1921) هو لاعب كرة سلة مصري. تنافس في بطولة الرجال في دورة الألعاب الأولمبية الصيفية عام 1948 ودورة الألعاب الأولمبية الصيفية 1952.

## المسيرة المهنية
لعب مع مصر في نسختين من الألعاب الأولمبية الصيفية (لندن 1948 وهلسنكي 1952)، وشارك أيضا في بطولة كأس العالم لكرة السلة 1950.
وعلى مستوى التدريب فقد قاد فريق مصر كمدرب في نسختين من الألعاب الأولمبية (مونتريال 1976 ولوس أنجلوس 1984).

## وصلات خارجية
- فؤاد عبد المجيد أبو الخير على موقع الاتحاد الدولي لكرة السلة (الإنجليزية)
- فؤاد عبد المجيد أبو الخير على موقع الاتحاد الدولي لكرة السلة (الإنجليزية)
- فؤاد عبد المجيد أبو الخير على موقع الاتحاد الدولي لكرة السلة (الإنجليزية)
- فؤاد عبد المجيد أبو الخير على موقع الاتحاد الدولي لكرة السلة (الإنجليزية)
- فؤاد عبد المجيد أبو الخير على موقع سبورتس رفرنس (الإنجليزية)
- فؤاد عبد المجيد أبو الخير على موقع أوليمبيديا (الإنجليزية)
- (AR) فؤاد عبد المجيد أبو الخير (2, 3, 4) ، archive.fiba.com, الدولي لكرة السلة.
- (AR) فؤاد عبد المجيد أبو الخير ، sports-reference.comالرياضية الإشارة ذ. م. م.